# Deutsche Botschaft Skopje
Die Deutsche Botschaft Skopje ist die Diplomatische Vertretung der Bundesrepublik Deutschland in der Republik Nordmazedonien.

## Lage und Gebäude

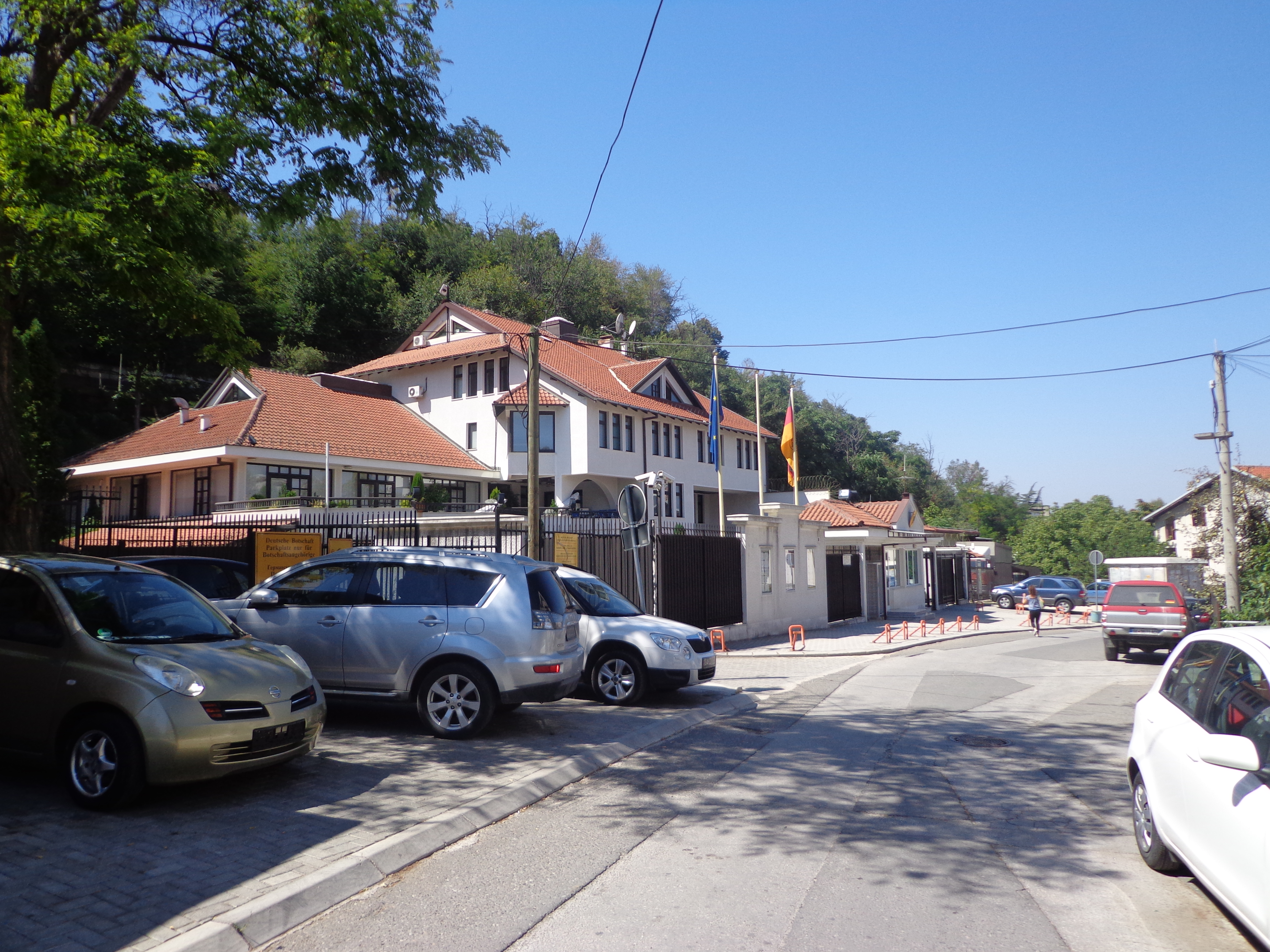
Botschaft Skopje (2013)

Die Kanzlei der Botschaft befindet sich im Stadtbezirk Karpoš westlich des Zentrums der nordmazedonischen Hauptstadt Skopje. Die Straßenadresse lautet: 59, Lerinska.
Die Kanzlei ist in einem dreieinhalbgeschossigen Gebäude untergebracht. Auf dem Gelände der Botschaft besteht ein Nebengebäude, in dem sich die Schalter des Referats für Rechts- und Konsularangelegenheiten befinden.

## Auftrag und Organisation
Die Botschaft Skopje hat den Auftrag, die deutsch-nordmazedonischen Beziehungen zu pflegen, die deutschen Interessen gegenüber der nordmazedonischen Regierung zu vertreten und die Bundesregierung über Entwicklungen in Nordmazedonien zu unterrichten.
In der Botschaft bestehen die Arbeitsbereiche Politik, Wirtschaft sowie Kultur und Bildung. Es steht jährlich ein Budget von 50.000 Euro zur Förderung von Kleinstprojekten zur Verfügung, mit denen auf besondere Notlagen der Bevölkerung reagiert werden kann. Im Jahr 2023 wurde der Arbeitsbereich Landwirtschaft durch Entsendung eines Agrarattaché des BMEL, dessen Zuständigkeit den Raum Westbalkan umfasst, ausgebaut.
Das Referat für Rechts- und Konsularaufgaben der Botschaft bietet deutschen Staatsangehörigen alle konsularischen Dienstleistungen an und bietet Hilfe in Notfällen. Der konsularische Amtsbezirk der Botschaft umfasst ganz Nordmazedonien  Die Visastelle erteilt Einreisegenehmigungen für in Nordmazedonien ansässige Staatsangehörige dritter Länder. Nordmazedonische Staatsangehörige benötigen kein Visum für einen Aufenthalt bis zu 90 Tagen je 180 Tage im Schengenraum. Für längerfristige Aufenthalte ist ein nationales Visum zu beantragen.

## Geschichte
Nordmazedonien wurde am 8. September 1991 von der SFR Jugoslawien unabhängig. Die Bundesrepublik Deutschland eröffnete am 8. April 1992 ein Generalkonsulat in Skopje, das am 16. Dezember 1993 in eine Botschaft umgewandelt wurde.